# Busmaterieel van VAD
Een overzicht van het busmaterieel dat in dienst is geweest bij VAD, een voormalig streekvervoerbedrijf dat in 1981 is ontstaan uit een fusie van VAD en Flevodienst. VAD behoorde tot het NS-concern (later ESO/VSN) en ging in 1994 met het oostelijke vervoersgebied van Centraal Nederland (CN) verder als Midnet. In 1999 fuseerde Midnet met de omringende streekvervoerders tot Connexxion.
De bussen zijn zo veel mogelijk ingedeeld bij soort, tijdperk, volgorde van indienststelling en aanschaf door bedrijven die niet tot het VAD-concern behoorden. De vermelde nummers zijn de wagennummers zoals gebruikt bij VAD en Flevodienst. Nummers tussen haakjes zijn van vernummerde of afbestelde bussen.

## Verklaring van gebruikte typebenaming
Men komt in dit artikel typebenamingen tegen als DAF MB200DKDL600/Den Oudsten. DAF is daarbij het merk van de bus, MB200 slaat op het type chassis dat bij de bus gebruikt is, DKDL of DKL is het type motor, 600 of 564 is de millimeterlengte van de wielbasis, en Den Oudsten of Hainje is de bouwer van de carrosserie.

## De eerste standaardbussen
| Merk/type                              | Series                           | Bouwjaar                     | Achtergrondinformatie | Afbeelding                   |
| Bussen met geknikte voorruit           | Bussen met geknikte voorruit     | Bussen met geknikte voorruit | Bussen met geknikte voorruit | Bussen met geknikte voorruit |
| -------------------------------------- | -------------------------------- | ---------------------------- | --- | ---------------------------- |
| Leyland Royal Holland Coach-Verheul LV | 4219-4225                        |                              | |                              |
| Leyland Royal Holland Coach-Verheul LV | 4403-4413, 4424-4432, 4468-4482, |                              | |                              |
| Leyland Royal Holland Coach-Verheul LV | 4488-4501, 4506-4515, 4535-4545  | 1960/1961                    | |                              |
| DAF TB102DD520/Hainje                  | 6300-6309                        |                              | |                              |
| Bolramerbussen                         |                                  |                              | |                              |
| Leyland-Werkspoor LE-WS                | 5019-5021                        | 1962                         | De Bolramer was een van de voorlopers van de standaard streekbus en werd in de periode 1957-67 gebouwd. VAD huurde in 1962 de pasgebouwde 5019-5021 nog voordat deze in dienst kwamen bij NZH. Tot een eigen aanschaf is het nooit gekomen omdat de anti-reflectieruit ontbrak.                                                                                                   |                              |
| Leyland-Werkspoor LE-WS                | 41??                             |                              | Omgekeerd nam Flevodienst enkele exemplaren van de NZH-serie 4101-4185 over. |                              |
| Leyland-Verheul LV/Den Oudsten         | 7594                             |                              | De enige eigen Bolramer bij Flevodienst was een Den Oudsten-wagen zonder uitstap. De 7594 reed later bij de Zeeuwse vervoerder ZVTM en opvolger ZWN. |                              |
| Leyland-Werkspoor LE-HO                | 7063-7065                        | 1961                         | Deze Bolramers van de Belgische busbouwer Van Hool (met panoramische achterruit) werden in 1976 van Salland overgenomen. In de aanloop naar de fusie met Flevodienst - waar 7063 reed - werden ze afgevoerd. |                              |
| A-road bussen                          |                                  |                              | |                              |
| Leyland-Verheul LV                     | 4554-4568                        | 1964                         | In 1964 ontwikkelde Verheul de LV. Dit type, gebouwd op zelfdragend chassis, was de laatste voorloper van de standaard streekbus. |                              |
| Leyland-Verheul LV                     | 4595, 4596                       | 1964                         | Deze bussen waren oorspronkelijk voor NZH bedoeld en hadden de bolle Werkspoor-voorruit; ze werden uiteindelijk door Flevodienst en hebben nog gereden bij de fusie met VAD. |                              |
| Leyland-Verheul LV                     | 4326-4348, 4349-4356             | 1962/1963                    | 4341 kreeg een bestemming als museumbus. |                              |
| Leyland-Verheul LV                     | 30 (1730)                        |                              | Eind 1982 nam VAD de blauwe Leylands over van de Amersfoortse stadsvervoerder Nefkens. De oudste aanwezige wagen kreeg bij de overname het centrale nummer 1730 maar werd niet meer ingezet en binnen de kortste keren afgevoerd. |                              |
| Overige Leyland-bussen                 |                                  |                              | |                              |
| Leyland-Van Hool LE-HO                 | 7317-7322, 7331-7334             | 1962/1963                    | In 1961 bestelde de NS 44 semitoers bij de Belgische firma Van Hool; VAD kreeg tien exemplaren die aanvankelijk geen uitstap hadden. Deze werd in 1972 alsnog aangebracht bij de ombouw tot streekgele lijnbus in het Flevodienst-gebied. Vlak na de fusie met VAD begon de afvoer. 7319 werd museumbus bij de Stichting Veteraan Autobussen in de oorspronkelijke kleurstelling. |                              |
| Leyland-Hainje                         | 7425-7429                        | 1965                         | |                              |
| Leyland-Verheul LV                     | 5054-5056                        | 1967                         | |                              |

## Standaard streekbussen
| Merk/type                                             | Series                                                              | Bouwjaar                  | Achtergrondinformatie | Afbeelding                |
| 12 meter bussen (Leyland)                             | 12 meter bussen (Leyland)                                           | 12 meter bussen (Leyland) | 12 meter bussen (Leyland) | 12 meter bussen (Leyland) |
| ----------------------------------------------------- | ------------------------------------------------------------------- | ------------------------- | --- | ------------------------- |
| Leyland-Verheul LVB668                                | 1066, 1067                                                          | 1968                      | In 1967 werd de standaard streekbus voorgesteld; dit type, uitgerust met stuurbekrachtiging en een halfautomatische Wilson-versnellingsbak, bleef twintig jaar in productie en werd gebouwd op Leyland-, DAF- en Volvo-chassis. Hierdoor waren er zowel technisch als uiterlijk verschillen. Bij VAD/Flevodienst zijn er meer dan 500 van deze bussen in dienst geweest. 1066 en 1067 waren nog door Flevodienst zelf aangeschaft in plaats van door VAD. In 1983 gingen ze op 15-jarige leeftijd buiten dienst. |                           |
| Leyland-Den Oudsten LOB                               | 2015-2019, 2076-2083                                                | 1969/1970                 | Vanaf 1969 ging ook Den Oudsten de standaard streekbus bouwen omdat het zich beter naar de wensen van het NS-concern wist te schikken dan Verheul dat in 1970 door brand failliet ging. VAD schafte dertien exemplaren aan waarvan 2015-2019 nog in dezelfde uitvoering als 1066 en 1067. In 1984 en 1985 gingen ze buiten dienst; 2077 en 2081 werden naar Zaïre geëxporteerd |                           |
| Leyland-Den Oudsten LOB                               | 2141-2152, 2212-2223                                                | 1971/1972                 | In 1971 en 1972 nam VAD deze bussen in dienst; ze introduceerden de driedelige lijnfilms en het nieuwe interieur met rode bankjes. Na de afvoer in de periode 1985-1988 werden diverse exemplaren verkocht aan de Twentse streekvervoerder TET (2142, 2152), Beekse Bergen (2219), en Zaïre (2217, 2220, 2221). |                           |
| Leyland-Den Oudsten LOB                               | 2276-2287, 2416-2429                                                | 1973/1974                 | In 1973 en 1974 nam VAD nog twee series gewone Leylands in dienst. 2417-2419 gingen in 1980 naar CN (samen met de toerbussen 2950, 2951 en de DAF's 8344-8347) i.v.m. de gezamenlijke overname van streekvervoerder Tensen (Soest) waarbij VAD het wagenpark met de robijnrode Volvo's kreeg toegewezen. Na de buitendienststelling in de periode 1985-1988 werden de overgebleven 2400-en naar Leyland Bus in Bristol afgevoerd. |                           |
| 12 meter semitoers (Leyland)                          |                                                                     |                           | |                           |
| Leyland-Den Oudsten LOT                               | 2995-2999, 2972-2979, 2950-2961                                     | 1968-1970                 | Nog voor de standaard streekbus ontwikkelde Den Oudsten een semitoer met en zonder asymmetrisch front. VAD koos voor de laatste variant die ook wel 'Toer 2999' werd genoemd vanwege de achteruitnummering bij deze bussen. Tussen 1968 en 1970 kwamen er 25 exemplaren in dienst; ze begonnen in de crème-blauwe kleurstelling van de overkoepelende reisorganisatie Cebuto en werden later geel geschilderd. In 1983-84 gingen ze buiten dienst; 2950 en 2951 waren al in 1980 naar CN gegaan voor personeelsvervoer rondom Schiphol. |                           |
| Leyland-Den Oudsten LOBT                              | 2909-2916                                                           | 1970                      | In 1969 introduceerde Den Oudsten de standaard semitoer met dezelfde panoramische zijruit/knik als de 'Toer 2999'. VAD kreeg acht Leylands die tot 1980 de crème-blauwe kleurstelling hadden. In 1984-85 gingen ze buiten dienst. |                           |
| 12 meter semitoers (DAF)                              |                                                                     |                           | |                           |
| DAF MB200DKDL600/Den Oudsten                          | 6698, 6699                                                          | 1973                      | DAF MB200 was het meestgebruikte chassistype bij de standaard streekbus; als eerste van de NS-bedrijven kreeg VAD in januari 1974 twee semitoers. De achteruitgenummerde 6698 en 6699 waren proefbussen zonder knik en zonder toerkleuren. Na de buitendienststelling in 1989 werd 6699 aan Mota, Portugal verkocht. |                           |
| DAF MB200DKDL600/Den Oudsten                          | 6696, 6697, 6692                                                    | 1974/1975                 | Deze reguliere semitoers werden voorjaar 1974 en 1975 geleverd. 6697 en 6698 hadden nog dezelfde grille als de proefbussen en introduceerden de nieuwe toerkleuren (wit met blauwe strepen). Eind 1984/begin 1985 werden ze geel geschilderd om in de periode 1988-1990 buiten dienst te gaan. De bussen kwamen vervolgens terecht bij toerbedrijf NAM (6696) en in Portugal (6697) en Marokko (6692). |                           |
| DAF MB200DK[D]L600/Den Oudsten                        | 6690, 6691, 6659, 6660, 6647-6649, 6631-6633, 6627-6630 (119-125)   | 1976-1982                 | Tussen 1976 en 1982 nam VAD veertien semitoers in dienst waarvan 6647-6649 (1979) een DKL-motor hadden. Zeven daarvan werden in 1989 in willekeurige volgorde bij VAD Tours ondergebracht als 119-125 en teruggeleend voor spitsdiensten. Van de exemplaren die door Midnet werden overgenomen - t.w. 121 (ex-6647), 122 (ex-6659), 125 (ex-6633) en 6627-6632 - hebben de laatste vijf nog bij Connexxion gereden. Na hun afvoer in 2001 zijn ze (grotendeels) behouden gebleven voor diverse doeleinden in binnenland. Van de overige exemplaren kwamen de meeste in Curaçao en Marokko terecht. |                           |
| DAF MB200DKL600/Den Oudsten                           | 6610, 6611, 6596, 6597                                              | 1985/1986                 | In 1984 ontwierp Den Oudsten een nieuwe semitoer op basis van de hybride volfrontbussen die aan de KLM werden geleverd; vandaar de bijnaam KLM-front, of semi-front in het geval van de luxe lijnbussen. VAD nam in 1985 en 1986 vijf exemplaren in dienst; ze begonnen in het wit-blauw en werden begin 1987 zilvergrijs geschilderd. Ze behielden deze kleurstelling bij Midnet en Connexxion waar 6596 en 6597 nog hebben gereden. |                           |
| 12 meter bussen (DAF)                                 |                                                                     |                           | |                           |
| DAF MB200DKDL600/Den Oudsten                          | 6244-6270, 8138-8163, 8263-8292, 8337-8355, 8411 (101-118, 126-154) | 1975-1978                 | In navolging van de semitoers schafte VAD vanaf 1975 ook gewone DAF's aan. Tot 1978 kwamen de eerste vier series in dienst; eenling 8411 verving de verbrande 8284 waarvan het chassis een tweede leven kreeg als toerbus van het Smit Euroliner-model. Tussen 1987 en 1991 werden 47 exemplaren bij VAD Tours ondergebracht en in willekeurige volgorde tot 101-118 en 126-154 vernummerd; net als de semitoers 119-125 werden ze teruggeleend voor spitsdiensten. Tegelijkertijd begon de afvoer; 8344-8347 waren al in 1980 naar CN gegaan (in een ruildeal bij de opheffing van W.C.Tensen en het inlijven van diens bussen en lijnen bij VAD en CN) en 117 (ex-8153), 8274, 8276 en 8279 werden met terugwerkende kracht aan de FRAM verkocht. Verder kwamen de meeste exemplaren terecht bij bedrijven en instanties in binnenland (o.a. NAM Reizen en NZH-toerdochter Ezaco) en buitenland (Cuba, Portugal, Marokko). 43 bussen werden door Midnet overgenomen; 6264 (cabriolet op de Apeldoornse Pretlijn), 8266, 8285 en 8287 (themabeschilderingen), 8344, 8345, 8347 (de 'teruggekeerde CN-bussen'), 8351-8353 plus de spitswagens 114, 116, 132, 135-154. In 1995-1996 gingen ze buiten dienst. |                           |
| DAF MB200DKDL600/Hainje, DAF MB200DKDL600/Den Oudsten | 1325-1349, 8502-8516 (155-168)                                      | 1979                      | In 1979 nam VAD veertig bussen in dienst; naast 8502-8516 waren dat de 1325-1349 welke door Hainje waren gebouwd i.v.m. overcapaciteit bij Den Oudsten. Veertien exemplaren werden in 1992 in willekeurige volgorde bij VAD Tours ondergebracht als 155-168. Beide series werden door Midnet overgenomen om vanaf 1996 te worden afgevoerd; 1342, (60)159 [ex-1331], (60)161 [ex-1327], (60)162 [ex-1338] en (60)163 [ex-1329] hebben nog bij Connexxion gereden als oudste VAD-bussen en twintig jaar dienst gehaald. Diverse exemplaren werden verkocht aan bedrijven en instanties in binnenland en buitenland (o.a. Cuba en Marokko) |                           |
| DAF MB200DKDL600/Den Oudsten                          | 8596-8612                                                           | 1980                      | Deze bussen hadden inmiddels elektronische lijnfilmkasten maar werden nog wel met smalle instap geleverd. De 8597-8601 reden totaan de fusie bij Flevodienst. De 8606, 8607 en 8609 (en 8339) werden in 1987 aan de GADO verhuurd, met behoud van hun VAD-uitmonstering. De 8606 kreeg in 1990 een lila beschildering met reclame voor Milka Pause chocolade en behield deze tot aan de overname door Midnet. Samen met o.a. 8600, 8607 en 8608 (via Pouw Vervoer) heeft de bus nog bij Connexxion gereden. |                           |
| DAF MB200DKDL564/Den Oudsten                          | 8862-8880, 9100-9107                                                | 1981                      | Na de fusie in 1981 nam VAD twee series brede-instapbussen in dienst die echter nog vooruitrijdende bankjes op plateauhoogte hadden vanwege de lange-afstandslijnen. 8862 werd gebouwd met componenten van de gesloopte 8268; 8863-8867 werden eind jaren 80 aan de ZO verkocht. Beide series hebben - al dan niet via toerdochters - nog bij Connexxion gereden waarna diverse exemplaren terecht kwamen bij bedrijven en instanties in binnenland en buitenland. 9100 kreeg via Gelderesch Reizen een bestemming als museumbus. |                           |
| DAF MB200DKDL564/Den Oudsten                          | 9206-9221                                                           | 1982                      | Begin 1982 nam VAD deze bussen in dienst; ze waren inmiddels voorzien van stabalcon in het midden, maar hadden nog steeds de vooruitrijdende bankjes. Na de overname door Midnet werd 9216 in 1995 tot cabriolet verbouwd ter vervanging van de gesloopte 6264. Net als veel andere exemplaren begon de bus na zijn afvoer bij Connexxion een tweede leven in het buitenland. |                           |
| DAF MB200DKDL564/Hainje                               | 1540-1543                                                           | 1982                      | Omdat Den Oudsten nog bezig was met een inhaalbestelling bouwde Hainje in 1982 weer een aantal MB200-en. 1540-1543 waren de eerste standaards bij VAD in volledige regio-uitvoering met gelijkvloerse bankjes en stabalcon in het midden. 1542 haalde bij Connexxion twintig jaar dienst. |                           |
| DAF MB200DKDL564/Den Oudsten                          | 9527-9533                                                           | 1983                      | Deze bussen, waarvan de 9527-9531 voor CN zouden zijn bedoeld, waren de laatste met plat stuur en handgeschakelde Wilson-versnellingsbak. 9533 haalde bij Connexxion twintig jaar dienst en werd in 2004 museumbus. |                           |
| DAF MB200DKDL564/Den Oudsten                          | 9561-9568, 9693 (9694 afbesteld), 9756-9763                         | 1984                      | Deze bussen hadden inmiddels een volautomatische ZF-versnellingsbak en gele schortplaten zoals die ook werden aangebracht bij de schilderrevisie van oudere wagens. De afbestelde 9694 ging naar CN dat de volautomaten 9584-9599 in dienst had genomen. Zodoende beschikten beide bedrijven eind 1984 over 17 van deze bussen, waarvan de 9700-en met bruine bankjes en verzonken stuur. Acht exemplaren (9561, 9567, 9568 en 9756-9760) werden in 1987 verbouwd tot stadsbussen met enkele bankjes in het stabalcon en de blauw-grijze kleurstelling van de overgenomen Zwolse vervoerder Schutte. Ze werden verdeeld tussen Almere en Zwolle en bleven blauw tot aan de afvoer bij Connexxion, 9757-9760 uitgezonderd. 9561 en 9568 reden begin 1999 bij ZWN dat alvorens de hele serie door Connexxion werd overgenomen; de gefacelift 9694 werd daarbij ingebracht door NZH dat zelf het westelijk vervoergebied van CN had overgenomen. De afvoer van de bussen begon in 2000. |                           |
| DAF MB200DKDL564/Den Oudsten                          | (9753-9755 afbesteld)                                               | 1984                      | 9753-9755 waren proefbussen met uitschuiftreden en deuren van het ZABO-model; ze waren voor VAD bedoeld, maar gingen net als 9694 naar CN vanwege een materieeltekort. Na hun facelift tot z.g. hogepetbus werden 9753-9755 bij Midnet genormaliseerd met gewone deuren uit oudere sloopbussen. 9755 heeft nog bij Connexxion gereden. |                           |
| DAF MB200DKDL600/Den Oudsten                          | 9862-9871, 3519-3521, 3643-3645                                     | 1985/1986                 | Vanaf 1984 bouwde Den Oudsten weer smalle-instapbussen met vooruitrijdende bankjes (dit vanwege het toenemende aantal zwart- en grijsrijders); tevens was de nooddeur vervangen door een noodraam met plastic hamer. VAD nam in 1985 en 1986 drie series in dienst; Allemaal hebben ze nog bij Connexxion gereden; alleen 3645, het enige exemplaar met enkelbladsvoordeur zoals de KLM-frontbussen, werd bij Midnet afgevoerd. |                           |
| DAF MB200DKDL600/Den Oudsten                          | (3736, 3737 afbesteld)                                              | 1987                      | VAD zou in 1987 twee luxe lijnbussen aanschaffen; de 3736 en de 3737 werden echter afbesteld omdat er geen behoefte meer aan was door de komst van de nieuwe standaardbus B88. |                           |
| DAF MB200DK[D]L600/Den Oudsten                        | 3924-3931                                                           | 1988                      | In februari 1988 kwamen de laatste MB200-en in dienst. De 3924-3931 (waarvan de 3930 en 3931 met DKL-motor) waren luxe lijnbussen met individuele vogelnamen. 3924 Grauwgans 3925 Kuifeend 3926 Buizerd 3927 Kluut 3928 Baardmannetje 3929 Roerdomp 3930 Kuifaalscholver 3931 Lepelaar Ze begonnen op lijn 155/156 en reden vanaf 21 mei 1988 vooral op de sneldienst Lelystad-Emmeloord. Na de afvoer bij Connexxion werd Lepelaar 3931, de allerlaatst gebouwde bus van het standaard streekbus model, overgedragen aan de Stichting Veteraan Autobussen. |                           |
| 12 meter bussen (Volvo)                               |                                                                     |                           | |                           |
| Volvo B58-60/Hainje                                   | 37, 39, 40 (3337, 3339, 3340)                                       | 1979                      | Volvo-standaards werden op kleine schaal aan de zelfstandige bedrijven geleverd. Tensen bestelde in 1979 drie exemplaren met smalle achteruitstap en dezelfde filmkast als de ZABO-standaardbus. De 37, 39 en 40 werden bij de overgang naar VAD in januari 1980 geel geschilderd en tot 3337, 3339 en 3340 vernummerd. Na de buitendienststelling voorjaar 1992 werden 3337 en 3340 aan Marokko verkocht. |                           |
| Volvo B58-60/Hainje                                   | 3344-3347                                                           | 1980                      | Deze bussen waren oorspronkelijk door Tensen aangeschaft, maar de overname was toen al rond en VAD wist de geplande ZABO-filmkast te wijzigen tot een normale pet. 3344-3447 hebben nog bij Midnet gereden alwaar ze in september 1996 buiten dienst gingen. |                           |
| Volvo B10M/Den Oudsten                                | 3383-3388                                                           | 1986                      | Dit waren de laatste Volvo-streekstandaards; ze reden vanuit Amersfoort tot aan hun afvoer bij Connexxion en deden dienst op de lijnen naar Spakenburg en Bunschoten. |                           |
| 10/11 meter bussen (Leyland)                          |                                                                     |                           | |                           |
| Leyland-Den Oudsten LOKT                              | 5516, 5517, 5593                                                    | 1970/1973                 | Speciaal voor de kleine diensten ontwikkelde Den Oudsten in 1970 een 10-meterbus; VAD was de grootste afnemer van de Leyland LOK-variant die zeven jaar in productie bleef. 5516, 5517 en 5593 waren semitoers zonder achteruitstap; in 1980 werden ze als laatste crème-blauwe bussen geel geschilderd. In 1984 (5516, 5517) en 1987 (5593) werden ze afgevoerd. |                           |
| Leyland-Den Oudsten LOK                               | 5521-5526, 5534-5536, 5537-5544, 5563, 5564-5567,                   | 1971/1972                 | Deze bussen reden op de stadsdiensten in Apeldoorn (waar ze veelal begonnen), Kampen en Lelystad; 5521, 5537-5544 en 5563 hebben bij Salland gereden. Na de buitendienststelling in 1983-84 werden 5523, 5543 en 5544 aan particulieren verkocht. |                           |
| Leyland-Den Oudsten LOK                               | 5607-5610, 5623, 5631-5634, 5656-5657, 5658-5663                    | 1973-1976                 | Van deze laatste eigen Leylands was een deel met het gewone streekinterieur uitgerust; deze bussen reden op de minder drukke lijnen. Tussen 1984 en 1988 werden ze afgevoerd; van de exemplaren die aan Engeland werden verkocht kregen 5656 en 5657 een plek in het openbaar vervoermuseum van Birmingham. |                           |
| Leyland LVB668/Den Oudsten                            | 1741-1760                                                           | 1976-1980                 | Tussen 1976 en 1980 schafte Nefkens twintig brede-instapbussen aan met afwijkende onderdelen en de oorspronkelijke nummers 41-60. Ze waren gebouwd het via België gekochte Leyland LVB668-chassis, en net als bij DAF en Volvo hadden ze een open grille (in plaats van de gebruikelijke dichte) omdat de radiateur op verzoek aan de voorkant zat. 41-44 genummerd, bezaten onderdelen van ex-Utrechtse Holland Coaches, en 58 had als enige Leyland een volautomatische versnellingsbak. Bij de overname door VAD werden de blauwe 41-60 geel geschilderd en tot 1700-en vernummerd. Ze bleven op de Amersfoortse stadsdienst rijden, maar konden daarnaast ook op (korte) streeklijnen worden aangetroffen. In 1994 gingen 1756 en 1760 als laatste buiten dienst; ze werden vlak voor de officiële overname door Midnet afgevoerd. Diverse bussen werden verkocht aan onder meer de luchthaven van Cork, Ierland (1742, 1748) en particuliere instanties. 1755 (gerestaureerd tot de blauwe 55) en 1759 bevinden zich respectievelijk bij de Stichting Veteraan Autobussen en het Nationaal Bus Museum.                                                                                                 |                           |
| 10 meter bussen (DAF)                                 |                                                                     |                           | |                           |
| DAF MB200DKDL500/Den Oudsten                          | 6499                                                                | 1974                      | Semitoer 6499 was een proefbus die nooit een (achteruitgenummerde) nabestelling heeft voortgebracht. De bus introduceerde de nieuwe wit-blauwe toerkleuren en reed op de z.g. zwakkere lijnen. 6499 werd na zijn buitendienststelling in 1988 aan de gemeentepolitie Apeldoorn verkocht om in de jaren 00 een derde leven te beginnen in het buitenland. |                           |
| DAF MB200DKDL500 Clerck/Den Oudsten                   | 6400-6403                                                           | 1979                      | Begin 1979 introduceerde Den Oudsten een nieuwe DAF-stadsbus die groter was dan de Leyland LOK en kleiner dan de 1741-1760. VAD en Flevodienst kregen de eerste vier exemplaren toegewezen; ze begonnen vanuit Apeldoorn (6400, 6401) en Lelystad (6402, 6403). Na de buitendienststelling bij Midnet in 1995/96 werden de DOK-jes verkocht aan de Cubaanse vervoerder Transuco (6400) en het nieuwe busbedrijf van de VSN in Saigon (6401-6403). |                           |
| DAF MB200DKDL500 Clerck/Den Oudsten                   | 6455, 6456, 6486-6488                                               | 1980/1982                 | In 1980 en 1982 kwamen de volgende vijf exemplaren in dienst. Met uitzondering van de bij Midnet afgevoerde 6456 (brandschade) hebben ze nog bij Connexxion gereden; 6488 haalde er twintig jaar dienst. |                           |
| DAF MB200DKDL500 Clerck/Den Oudsten                   | 6491-6494, 6511-6514                                                | 1984                      | Dit waren de eerste volautomatische DOK-jes, en tevens de laatste in de uitvoering met klapdeuren; ze reden vanuit Amersfoort, Lelystad en Apeldoorn. 6491 kreeg bij Midnet de nieuwe huisstijl met groene schortplaten en werd in 1998 afgevoerd; net als 6511 die via de Koninklijke Marechaussee bij het NZH Vervoermuseum terechtkwam voor mogelijke ombouw tot NZH-bus. De rest heeft nog bij Connexxion gereden; haalde er twintig jaar dienst. |                           |
| DAF MB200DKDL500 Clerck/Den Oudsten                   | 6515-6518, 6522-6524                                                | 1985/1987                 | Vanaf 1984 werden ook de stadsbussen gebouwd in de klassieke uitvoering met smalle instap; VAD schafte zeven exemplaren aan die in 1985 en 1987 in dienst kwamen; ze reden vanuit Apeldoorn en (bij Connexxion) Amersfoort. |                           |
| 10 meterbussen (Volvo)                                |                                                                     |                           | |                           |
| Volvo B10M-55/Den Oudsten                             | 3380, 3381                                                          | 1984                      | Deze bussen waren de enige 10 meter-Volvo's (totaan de komst van de B88). Ze hadden min of meer in dezelfde uitvoering als de tegelijkertijd bestelde DAF's 6511-6514; nieuw was het knielvermogen. De knielbussen reden vanuit Amersfoort tot aan hun afvoer bij Connexxion. |                           |
| Gelede (18/20 meter) bussen                           |                                                                     |                           | |                           |
| Volvo B10MG-55/Jonckheere-Schenk                      | 7850-7869                                                           | 1980                      | In 1976 werden de eerste gelede standaard streekbussen aan Westnederland geleverd. Flevodienst huurde in 1978 een van deze vierdeurs-Mercedessen voor proefnemingen op de steeds drukker wordende lijnen 53, 54, 57 en 60. Daarna volgde de bestelling van twintig tweedeurs-Volvo's die door Jonckheere werden gebouwd omdat Den Oudsten bezig was met een inhaalbestelling. De 20 meter lange bussen deden hoofdzakelijk dienst op de (1)50-er lijnen van Almere naar Amsterdam en na de opening van de Flevospoorlijn in 1987 kwamen ze vanuit andere garages te rijden. Menig exemplaar werd (jaarlijks) verhuurd aan streekvervoerders TET en GADO (Groningen) en het Nijmeegse stadsvervoerbedrijf CVD. Met uitzondering van de in 1984 verbrandde 7859 ging de serie bij Midnet in 1995-96 buiten dienst. 7864 en 7866 hebben via de Zeeuwse vervoerder AMZ nog bij Connexxion gereden. De overige exemplaren kwamen - voordat ze naar het buitenland werden geëxporteerd - terecht bij toerbedrijven. |                           |
| Volvo B10MG-55/Den Oudsten-Schenk                     | 7870-7879                                                           | 1983                      | Deze bussen hadden inmiddels een afgeschuinde achterkant (naar het voorbeeld van een Volvo-proefbus) om het uitzwenken tegen te gaan en, in tegenstelling tot de 7850-7869 gewone skailederen bankjes. Net als de Jonckheeres werden ook de Den Oudstens (7875 en 7879 in de zomers van 1985 en 1987 aan de TET verhuurd voor vervoer naar het Avonturenpark Hellendoorn. Dit ondanks problemen met de versnellingsbak, en ook omdat TET nog geen eigen geledes had. 7870 werd tijdelijk in de wit-blauwe toerkleuren geschilderd. Acht van de tien exemplaren hebben nog bij Connexxion gereden waar ze in 2000 werden afgevoerd. 7876 begon een tweede leven bij AMZ. |                           |
| DAF MB205GDKFL530/Den Oudsten-Schenk                  | 7957-7976                                                           | 1983                      | Deze bussen waren driedeurs-DAF's zonder elektronische lijnfilmkasten (vandaar de witgeschilderde achterfilmkast). Ze werden in de regiouitvoering gebouwd voor verkoopbaarheid na de opening van de Flevospoorlijn in 1987 waarbij ze dan overbodig zouden worden. Omdat VAD genoeg geledes had voor lijn 154 (waarvoor het interieur niet geschikt was vanwege de lange afstand) werden de 7974-7976 al meteen verkocht; aan CN dat te weinig geledes had voor Amstelveenlijn 67. De overige exemplaren (uitgezonderd de verbrande 7969 en 7971) volgden eind 1987 en kwamen hoofdzakelijk op lijn 170 naar Uithoorn te rijden. Aangepast aan de huisstijl van de faceliftbussen werd de serie bij de opsplitsing in 1994 door NZH overgenomen om er twee jaar later buiten dienst te gaan. Vijf exemplaren (7957, 7958, 7962, 7963, 7968) werden aan Midnet verkocht dat te weinig geledes had voor lijn 57; feitelijk waren ze teruggekeerd bij hun oorspronkelijke eigenaar aangezien Midnet uit VAD en de oostelijke CN-regio voortkwam. De laatste vier exemplaren werden bij Connexxion in 2000 afgevoerd.                                                                                          |                           |

## Standaard streekbussen van andere (niet-overgenomen) bedrijven
| Merk/type                                             | Series                         | Bouwjaar                       | Achtergrondinformatie | Afbeelding                     |
| 12 meter bussen van Zuidooster                        | 12 meter bussen van Zuidooster | 12 meter bussen van Zuidooster | 12 meter bussen van Zuidooster | 12 meter bussen van Zuidooster |
| ----------------------------------------------------- | ------------------------------ | ------------------------------ | --- | ------------------------------ |
| Leyland-Verheul LVB668                                | 1113                           | 1968                           | De 1113 werd in 1968 door het Limburgs/Brabantse bedrijf Zuidooster aangeschaft; de van oorsprong blauwe bus reed de eerste vijf jaar bij de Nijmeegse stadsvervoerder CVD. De VAD nam in maart 1980 de 1113 over die inmiddels tot instructiebus van de ESO was verbouwd. De bus werd na tien jaar doorverkocht aan het Drentse bedrijf DVM dat in 1992 met het Overijsselse NWH fuseerde. Sinds 1995 bevindt de gerestaureerde 1113 zich bij de Stichting Oldtimerbus. |                                |
| DAF MB200DKDL600/Den Oudsten                          | 6854, 6856                     | 1972                           | De 6854 en de 6856 waren oorspronkelijk onderdeel van een spoedbestelling (6850-6869) nadat de overgenomen stadsbussen van De City uit Eindhoven grotendeels verloren gingen bij een garagebrand. De VAD huurde in 1984 deze driedeursbussen voor dienst op het nieuwe stadsnet in Almere; bij de komst van nieuw materieel in 1986 werden ze afgevoerd . |                                |
| 12 meter bussen van GSM                               |                                |                                | |                                |
| DAF MB200DKDL600/Den Oudsten, DAF MB200DKDL600/Hainje | 1398, 1399                     | 1972/1975                      | De 1398 en de 1399 werden oorspronkelijk door de Gelderse streekvervoerder GTW (zoals de GSM voor 1977 heette) aangeschaft en hadden de voor dit bedrijf typische achteruitstap. Ze kregen pas de nummers 1398 en 1399 nadat de GSM (voorloper van Syntus) in het NS-concern werd opgenomen. In 1984 nam VAD deze bussen over; bij de komst van nieuw materieel in 1986 werden ze afgevoerd.                                                                             |                                |
| DAF MB200DKDL600/Den Oudsten                          | 9916                           | 1985                           | In 1989 huurde VAD de 9916 als ruil voor het gebruik van de 10-meter Volvo 6552 op de stadsdienst Deventer. De bus kreeg na afvoer bij Syntus een museumstatus. |                                |
| 12 meter bus van Van Kooten                           |                                |                                | |                                |
| Leyland LOB/Den Oudsten                               | 1999                           | 1974                           | De 1999 was oorspronkelijk een toerbus van de fa. Van Kooten die in 1975 verbrandde en door Den Oudsten heropgebouwd werd als standaard streekbus, zij het zonder middenuitstap. Bij de overname door VAD kreeg de bus het nummer 1999. |                                |
| 12 meter bus van CN                                   |                                |                                | |                                |
| Leyland-Den Oudsten LOB                               | 2411                           | 1974                           | De 2411 behoorde tot de CN-serie 2395-2412 die vanuit het westelijke vervoergebied reed. Na de afvoer in 1988 kwam de bus bij VAD terecht. |                                |
| 12 meter bus van NZH                                  |                                |                                | |                                |
| DAF MB200DKDL564/Den Oudsten                          | 9339                           | 1982                           | 9339 behoorde tot de eerste serie volautomaten van NZH en werd in 1992 bij de centrale werkplaats CAB tot demonstratiewagen verbouwd. De bus reed eind 1992/begin 1993 bij VAD. |                                |
| 12 meter bussen van TAD                               |                                |                                | |                                |
| Volvo B10M/Den Oudsten Rembrandt                      | 205, 206                       | 1984                           | In 1983 bouwde Den Oudsten enkele toerbussen van het Rembrandt-model voor Westnederland. Touringcarbedrijf TAD nam twee van deze bussen in dienst die oorspronkelijk voor VAD waren bedoeld. Dit omdat de streekvervoerbedrijven geen toestemming kregen om in 1984 toerbussen aan te schaffen. In 1987 nam VAD ze alsnog over en werden ze tot de zilvergrijze 205 en 206 geschilderd.                                                                                  |                                |

## Minibussen
| Merk/type                 | Serie                | Bouwjaar          | Achtergrondinformatie | Afbeelding        |
| Volkswagen bussen         | Volkswagen bussen    | Volkswagen bussen | Volkswagen bussen | Volkswagen bussen |
| ------------------------- | -------------------- | ----------------- | --- | ----------------- |
| Volkswagen LT/Den Oudsten | 7076-7079, 7087-7089 | 1986/1987         | In 1985 ontwikkelde Den Oudsten een midibus op Volkswagenchassis; VAD nam zeven van deze zogenoemde Pausmobieltjes in dienst. Na de overname door Midnet vormden ze een aaneengesloten serie met de door CN ingebrachte 7075, 7082-7086 en de van NZH overgenomen 7080 en 7081 (ex-Enhabo 401 en 402). |                   |

## Overige minibussen
| Merk/type                             | Series           | Bouwjaar    | Achtergrondinformatie | Afbeelding  |
| Dorpsbussen                           | Dorpsbussen      | Dorpsbussen | Dorpsbussen | Dorpsbussen |
| ------------------------------------- | ---------------- | ----------- | --- | ----------- |
| Mercedes-Benz O309/Mannheimer-Domburg | 7780, 7781       | 1974        | In de jaren 70 schaften diverse stads- en streekvervoerbedrijven omgebouwde Mercedesbusjes aan; ze deden dienst op de bel-, buurt- en dorpsbuslijnen. De dorpsbussen 7780 en 7781 kwamen in 1974 in dienst; na hun afvoer (respectievelijk 1984 en 1982) werden ze aan particulieren verkocht. |             |
| Buurtbussen                           |                  |             | |             |
| Mercedes-Benz O207                    | 7711             | 1973        | |             |
| Mercedes-Benz O207                    | 7692-7694        |             | |             |
| Mercedes-Benz/?                       | 7520, 7521, 7534 | 1984        | |             |
| Mercedes-Benz/?                       | 7551, 7560, 7564 | 1985/1987   | In 1985 en 1987 kwamen deze drie busjes in dienst; 7551 en 7560 hebben nog bij Midnet gereden waar ze in 1996 werden afgevoerd. |             |
| Mercedes-Benz/?                       | 7725, 7727       |             | |             |
| Mercedes-Benz O208/?                  | 7440, 7441       | 1990        | Medio 1990 kwamen deze busjes in dienst; 7440 heeft nog bij Connexxion gereden. |             |
| Mercedes-Benz O208/?                  | 7229, 7230       | 1994        | In februari 1994 werden deze busjes geleverd; ze hebben nog bij Connexxion gereden. |             |
| Kleinere bussen                       |                  |             | |             |
| Fiat Ducato                           | 200              | 1986        | In 1986 nam VAD een Fiat-busje in dienst; 200 reed op lijn 130 en het personeelsvervoer om na drie te jaar te worden afgevoerd. |             |
| Fiat Ducato                           | 197, 198, 199    | 1989/1991   | Als vervolgbestelling op de 200 werden deze busjes tussen 1989 en 1991 in min of meer omgekeerde volgorde aangeschaft. In Na de overname door Midnet werden ze tot 697-699 vernummerd en in 1996 afgevoerd. |             |
| Mercedes-Benz 100                     | 196              | 1990        | Deze Mercedes 0100-model reed als buurtbus en reed bij Midnet als de gele 696. |             |
| Engelse dorpsbussen                   |                  |             | |             |
| Mercedes 811D OM364/Optare Starrider  | 6002-6006        | 1988        | In 1988 nam VAD vijf Mercedessen in dienst van het Britse Starrider-model. Drie daarvan (6004-6006) reden als buurtbus in Loenen en Harderwijk; de overige twee, de groene 6002 en 6003, werden op de ringlijn in Apeldoornse ringlijn ingezet en hebben nog bij Connexxion gereden. Bij Midnet vormden de vijf busjes een aaneengesloten serie met de 6007 van CN dat de 6003 huurde als versterkingswagen op de Bussumse lijn 131. |             |
| Deense proefbus                       |                  |             | |             |
| DAB Servicebus/DAB-Silkeborg          | ?                |             | |             |

## Den Oudsten B88
| Merk/type                      | Series                                     | Bouwjaar        | Achtergrondinformatie | Afbeelding      |
| 12 meter bussen                | 12 meter bussen                            | 12 meter bussen | 12 meter bussen | 12 meter bussen |
| ------------------------------ | ------------------------------------------ | --------------- | --- | --------------- |
| DAF MB230LC615/Den Oudsten B88 | 4000                                       | 1987            | Als opvolger van de twintig jaar oude standaard streekbus ontwikkelde Den Oudsten in 1987 de B88; dit type bleef ruim zeven jaar in productie en werd gebouwd op DAF- en Volvo-chassis. VAD nam in 1988 een proefbus in dienst; 4000 - aanvankelijk met oranje-blauwe schortplaten in plaats van groene - deed voornamelijk dienst als lesbus en begon na de afvoer bij Connexxion een tweede leven op Cuba. |                 |
| DAF MB230LC615/Den Oudsten B88 | 4156-4181, 4268-4298, 4544-4576, 4702-4722 | 1989-1991       | Deze vier series werden tussen 1989 en 1991 besteld; 4702-4722 kwamen pas in 1992 in dienst. Ze hadden groene schortplaten met grasspietjesmotief en behielden bijna allemaal deze huisstijl tot aan de afvoer bij Connexxion. Door overname van het oostelijke vervoersgebied werden vijftien bussen t.w. 4178, 4290-4296, 4298, 4567, 4568, 4570, 4572, 4574, 4707 - eind 2004 aan de van oorsprong Brabantse streekvervoerder BBA (onderdeel van Connex groep) verhuurd als 5501-5515. Overige exemplaren hebben bij toerbedrijven Broek in Heerlen/Roermond (4268) en Arke TAD (4169, 4166, 4269, 4566, 4554; als 29-33) gereden alvorens aan derden in binnenland en buitenland te worden verkocht. 4269 is behouden gebleven als museumbus. |                 |
| Volvo B10M-55/Den Oudsten B88  | 4202-4205, 4235-4238                       | 1989/1990       | Speciaal voor de stadslijnen te Almere en Zwolle schafte VAD acht Volvo's aan. Deze driedeursbussen waren van oorsprong blauw en werden - op 4203-4205 na- in de kleurstellingen van Midnet (wit-geel) dan wel Connexxion (groen) geschilderd. |                 |
| 10 meter bussen                |                                            |                 | |                 |
| Volvo B10M-50/Den Oudsten B88  | 6549-6564, 6565-6568, 6354-6363            | 1988-1991       | Net als de standaard streekbus kreeg ook de B88 een 10-meter-variant voor de stadsdiensten. VAD nam tussen 1988 en 1991 dertig Volvo's in dienst die over Lelystad, Apeldoorn en Amersfoort werden verdeeld. Deze bussen waren - in tegenstelling tot de 12-meter-DAF's helemaal geel gelaten; ze behielden deze kleurstelling (behoudens de vergroende 6557) tot aan de afvoer bij Connexxion. De bussen werden verkocht voor diverse doeleinden in binnenland en buitenland (o.a. Koetaisi). |                 |
| Volvo B10M-50/Den Oudsten B88  | 6369-6373                                  | 1994            | Ter vervanging van de laatste Leylands werden begin 1994 de laatste B88-en geleverd; 6369-6373 (met afwijkende grille) kwamen in dienst vanuit Apeldoorn en bleven daar rijden tot aan de afvoer bij Connexxion. De vergroende 6373 ging in 2005 als laatste buiten dienst te Lelystad. |                 |

## ZABO- en Jonckheere-bussen
| Merk/type                             | Series                                                                       | Bouwjaar    | Achtergrondinformatie | Afbeelding  |
| ZABO-bussen                           | ZABO-bussen                                                                  | ZABO-bussen | ZABO-bussen | ZABO-bussen |
| ------------------------------------- | ---------------------------------------------------------------------------- | ----------- | --- | ----------- |
| Volvo B715/ZABO                       | 7, 41-42, 33-36, 19-22                                                       | 1964-1967   | In 1980 nam VAD samen met CN de zelfstandige streekvervoerder Tensen uit Soest over. CN kreeg de lijnen uit het westelijk vervoergebied en VAD het wagenpark bestaande uit robijnrode Volvo's welke om ouder materieel heen waren genummerd. Van de elf oudste bussen hebben alleen 19-22 nog dienstgedaan alvorens in juli 1980 te worden afgevoerd.  |             |
| Volvo B58/ZABO                        | 23, 24, (33)25, (330)6, (330)8, (330)9, 11, (33)12                           | 1969-1972   | Eveneens afkomstig uit het Tensen-wagenpark waren deze eendeurssemitoers van hetzelfde type dat in dienst was bij de BBA. Ze werden geel geschilderd en tot 3300-en vernummerd; alleen 23, 24 en 11 bleven rood en werden in 1983 afgevoerd. 3308 bleef het langst in dienst.                                                                          |             |
| Volvo B57/ZABO                        | 1-3                                                                          | 1972        | Per 5 april 1982 nam VAD de stadsdienst Zwolle over van Schutte; het wagenpark bestond uit blauwe Volvo's. De oudste bussen waren van hetzelfde model als de ex-Tensen 23-25, 6, 8, 9, 11 en 12, maar dan in driedeursuitvoering. |             |
| Volvo B58/ZABO                        | (33)13, (33)26-(33)29,(330)1, (330)3, (33)10, (33)32, (33)02, (33)30, (33)31 | 1973-1977   | Tussen 1973 en 1977 nam Tensen twaalf bussen aan van het gestroomlijnde Akkermans-model. Bij de overname door VAD werden ze geel geschilderd en tot 3300-en vernummerd. In de periode 1986-1988 gingen ze buiten dienst. |             |
| Volvo B58/ZABO                        | (33)18 (204)                                                                 | 1978        | Deze toerbus was de laatste aanschaf van Tensen bij ZABO. Bij VAD werd de bus twee keer omgeschilderd en vernummerd; in 1981 tot de wit-blauwe 3318 en in 1987 tot de zilvergrijze 204 geschilderd. De bus ging in 1995 buiten dienst bij Midnet. |             |
| Jonckheere-bussen                     |                                                                              |             | |             |
| Leyland/Jonckheere                    | 1728, 1729                                                                   | 1972        | Naast de Den Oudstens (17)41-(17)60 zaten in het Nefkens-wagenpark ook tien bussen van de Belgische firma Jonckheere. De toerwagens 1 en 2 werden bij de overname door VAD tot 1728 en 1729 genummerd maar behielden hun blauwe kleur totaan hun afvoer in 1984.                                                                                       |             |
| Leyland LV45 Albion Viking/Jonckheere | 1731-1738                                                                    | 1973        | De acht overige Jonckheere-bussen waren van het standaardmodel dat in dienst was bij zelfstandige bedrijven zoals de Enhabo te Zaandam. De blauwe 31-38 (bijgenaamd Vikings) werden geel geschilderd en tot 1700-en vernummerd. Ze bleven op de stadsdienst Amersfoort rijden, maar leverden te veel problemen op en werden midden jaren 80 afgevoerd. |             |

## Hainje/Berkhof standaardbussen
| Merk/type                              | Series                                       | Bouwjaar     | Achtergrondinformatie | Afbeelding   |
| CSA 1 bussen                           | CSA 1 bussen                                 | CSA 1 bussen | CSA 1 bussen | CSA 1 bussen |
| -------------------------------------- | -------------------------------------------- | ------------ | --- | ------------ |
| Volvo B10R-55/Hainje                   | 70                                           | 1972         | De meeste Zwolse bussen waren van het stadsstandaardmodel uit 1966, ook wel CSA 1 genoemd. De 70 was een proefbus die pas in 1979 bij Schutte in dienst kwam na eerst in andere steden te hebben gereden als 801 of 901. Aangepast aan de eigen Volvo's en vernummerd tot 70 heeft de bus nog net de overname door de VAD meegemaakt. De bus reed in zijn laatste jaren op de pendeldienst naar de Olauline in Vlissingen die in 1994 failliet ging. |              |
| DAF SB200 DOL/Hainje                   | 71                                           | 1967         | Tegelijkertijd met de 70 nam Schutte in 1979 de twaalf jaar oude 144 over van de HTM. De enige DAF in het wagenpark kreeg het Schutte nummer 71 en werd in principe alleen voor groeps- en kindervervoer. Ook deze bus heeft in 1982 nog net de overname door VAD meegemaakt. |              |
| Volvo B10R-55/Hainje                   | 28-32, 39-41, 42-44, 45-51, 60 (3355...3376) | 1973-1978    | Tussen 1973 en 1978 werden deze achttien bussen aangeschaft. Na de overname door VAD werden ze in 1986 officieel de reeks 3355-3376 ondergebracht waarbij niet alle nummers werden opgevuld. Ze behielden hun blauwe kleur. De laatste zeven exemplaren (3364, 3366-3369, 3375, 3376) hebben nog bij Midnet gereden. |              |
| Volvo B10R-55/Van Hool                 | 61, 62 (3377, 3378)                          | 1982         | Omdat Hainje het druk had met bestellingen voor andere steden werden de laatste bussen die Schutte in dienst nam door de Belgische firma Van Hool gebouwd. De 61 en de 62 waren van een eigen ontwerp, maar hadden op verzoek een soortgelijk front als de 60 (3376). Bij VAD werden de Van Hools tot 3377 en 3378 vernummerd; allebei werden ze overgenomen door Midnet om in 1995 buiten dienst te gaan.                                           |              |
| CSA 2 bussen                           |                                              |              | |              |
| DAF MB200DKDL/Hainje                   | 260-269                                      | 1983         | Als opvolger van de wijnrode CSA 1 ontwikkelde Hainje in de tomaatrode 1982 de CSA 2; dit type bleef ruim vijf jaar in productie. VAD huurde van mei 1984 tot januari 1986 de 260-269 van het GVB voor aanvullende dienst op de 150'er-lijnen. Ze verbleven afwisselend in Almere en de CN/GVB-garage Amstel III/Zuid waar ze dan spitsdiensten reden op de eigen lijnen.                                                                            |              |
| Volvo B10R-55/Hainje                   | 63-67 (3379, 3382, 3389-3391),3392-3397      | 1986         | Nadat de huur van de GVB-bussen afliep ging VAD zelf CSA 2's aanschaffen voor de stadslijnen in Zwolle. Tijdens de levering van deze blauwe Volvo's kregen de stadsbussen ESO-nummers. De 63-67 werden om de Volvo/Den Oudsten-wagens heen tot 3379, 3382, 3389-3391 vernummerd. |              |
| Volvo B10R-55/Hainje                   | 1869-1874                                    | 1987         | In 1987 nam VAD nog een kleine serie CSA 2's in dienst; 1869-1874 waren smalle-instapbussen en reden op de stadslijnen in Almere. Begin 2004, toen Connexxion het nieuwe stadsnet Maxx lanceerde, gingen ze buiten dienst. |              |
| ST 2000 bussen                         |                                              |              | |              |
| Volvo B10M-55/Berkhof Europa 2000      | 4339-4347                                    | 1990         | In 1986 werd de ST2000 (of CSA 3) geïntroduceerd; een standaardbus waarvan het chassis geschikt was voor stads- en streekvervoer. Na de overname van Hainje door Berkhof in 1990 bestelde VAD tien van deze bussen met het nieuwe z.g. Duvedec-front. De driedeursbussen 4339-4347 reden op de stadslijnen van Almere totaan hun afvoer bij Connexxion.                                                                                              |              |
| Scania N113 CLB-AA/Berkhof Europa 2000 | 2024, 2025, 2070, 2071, 2113, 2114           | 1992         | In 1992 bestelde VAD een laatste serie ST2000-en/CSA 3's welke op Scania-chassis waren gebouwd. Op de 2113 en 2114 na - welke pas vlak voor de overgang naar Midnet werden afgenomen - waren ze met digitale matrixfilms uitgerust. De Scania's reden op de stadslijnen in Zwolle. |              |
| Gelede (18 meter) ST2000 bussen        |                                              |              | |              |
| Volvo B10MG-55/Berkhof Europa 2000     | 7705-7710                                    | 1991         | In 1991 nam VAD zes gelede ST2000-en in dienst; ze begonnen vanuit Zwolle voordat ze vanuit andere garages kwamen te rijden. Ze hadden de nieuwe kleurstelling met groene schortplaten en behielden deze totaan hun afvoer (behalve de vergroende 7705). Een deel van de serie werd naar Litouwen geëxporteerd. |              |
| Gelede (18 meter) 2000NL bussen        |                                              |              | |              |
| Volvo B10MG-55/Berkhof 2000NL          | 7128-7131                                    | 1994         | Als opvolger van de ST2000 ontwikkelde Berkhof de 2000NL in hoog- en laagvloersuitvoeringen. VAD koos voor de hoogvloervariant en nam in januari 1994 de geledes 7128-7131 in dienst. Omdat de huisstijl van Midnet nog niet bekend was waren ze helemaal geel gelaten en bleven dat tot aan hun afvoer bij Connexxion. |              |
| 2000 NL bussen                         |                                              |              | |              |
| Volvo B10M-55/Berkhof 2000NL           | 4778-4793                                    | 1994         | Tegelijk met de geledes werden ook zestien standaards geleverd; 4778-4785 met ZF-versnellingsbak, en 4786-4793 met Voith-versnellingsbak. Ze kwamen in dienst vanuit Apeldoorn en Zwolle, en net als de geledes bleven ze grotendeels geel tot aan de afvoer bij Connexxion. Nadat de serie eind 2004 buiten dienst ging werden de meeste bussen aan toerbedrijven verkocht; 4780 is via Willemsen De Koning behouden gebleven als museumbus.        |              |

## Shuttlebussen
| Merk/type                              | Series            | Bouwjaar          | Achtergrondinformatie | Afbeelding        |
| Huurbussen van CN                      | Huurbussen van CN | Huurbussen van CN | Huurbussen van CN | Huurbussen van CN |
| -------------------------------------- | ----------------- | ----------------- | --- | ----------------- |
| DAF-BOVA EL 26581                      | 211, 216          | 1980              | In 1988 werd de Shuttlebus gelanceerd, een overkoepelend netwerk van spitslijnen naar de forenzengebieden in de omgeving van Amsterdam. In afwachting van de eigen Shuttles huurde VAD twee BOVA's van CN voor lijn 240 (Almere-Schiphol). |                   |
| Eigen bussen                           |                   |                   | |                   |
| Volvo B10M-60/Berkhof Excellence       | 201-203, 207      | 1985-1988         | In 1987 en 1988 nam VAD vier bussen in dienst van het Excellence-model. Ze introduceerden de zilvergrijze huisstijl van de nieuwe toerafdeling.                                                                                            |                   |
| Volvo B10M-60/Berkhof Excellence 1000L | 353-358,          | 1991              | In februari 1991 nam VAD vijf eigen Shuttles in dienst voor lijn 240. Bij Midnet werden ze tot groene Interliner-snelbussen verbouwd. |                   |
| Volvo B10M-60/Berkhof Excellence 1000L | 406-425, 445-449  | 1991              | In het najaar van 1991 kwamen deze wit-geel-groene bussen in dienst op de 150-er lijnen. Bij Midnet werd een deel van de serie (406, 407, 445-449) tot Interliners verbouwd.                                                               |                   |